# Thwaitesia algerica
Thwaitesia algerica är en spindelart som beskrevs av Simon 1895. Thwaitesia algerica ingår i släktet Thwaitesia och familjen klotspindlar.
Artens utbredningsområde är Algeriet. Inga underarter finns listade i Catalogue of Life.